# 12675 Chabot
12675 Chabot (1980 TA4) là một tiểu hành tinh vành đai chính được phát hiện ngày 9 tháng 10 năm 1980 bởi C. Shoemaker và E. Shoemaker ở Đài thiên văn Palomar.